# Associazione Sportiva Montecatini Calcio 1978-1979
Questa voce raccoglie le informazioni riguardanti l'Associazione Sportiva Montecatini Calcio nelle competizioni ufficiali della stagione 1978-1979.

## Stagione
La squadra termale, promossa dalla Serie D, partecipa al campionato della neonata Serie C2, piazzandosi al settimo posto finale con 38 punti.
Nella Coppa Italia di categoria si qualifica prima nella fase a gironi, davanti alla Lucchese e allo Spezia; quindi viene eliminato dal Pisa ai sedicesimi di finale: 1-1 all'andata e 0-2 al ritorno in trasferta.

## Divise
La maglia è a strisce verticali bianco-celesti, i calzoncini blu ed i calzettoni bianchi.

## Rosa
| N. |                   | Ruolo | Calciatore         |
| -- | ----------------- | ----- | ------------------ |
|    | Italia (bandiera) | P     | Roberto Aliboni    |
|    | Italia (bandiera) | C     | Mario Berti        |
|    | Italia (bandiera) | D     | Sergio Berti       |
|    | Italia (bandiera) | C     | Daniele Borgioli   |
|    | Italia (bandiera) | D     | Achille Chiapponi  |
|    | Italia (bandiera) | P     | Giovanni De Min    |
|    | Italia (bandiera) | A     | Sergio Di Prospero |
|    | Italia (bandiera) | A     | Giovanni Ferradini |
|    | Italia (bandiera) | D     | Hermes Fregonas    |
|    | Italia (bandiera) | C     | Paolo Lombardi     |
|    | Italia (bandiera) | C     | Marzio Magli       |

| N. |                   | Ruolo | Calciatore          |
| -- | ----------------- | ----- | ------------------- |
|    | Italia (bandiera) | A     | Marcello Marcucci   |
|    | Italia (bandiera) | C     | Aldo Piccoli        |
|    | Italia (bandiera) | D     | Pietro Ramagini     |
|    | Italia (bandiera) | D     | Paolo Razzoli       |
|    | Italia (bandiera) | C     | Alessandro Renzetti |
|    | Italia (bandiera) | P     | Leonardo Ricci      |
|    | Italia (bandiera) | C     | Massimo Sacchi      |
|    | Italia (bandiera) | D     | Massimo Schianchi   |
|    | Italia (bandiera) | D     | Stefano Sessi       |
|    | Italia (bandiera) | A     | Claudio Turella     |
|    | Italia (bandiera) | A     | Nevio Vinciarelli   |

## Risultati

### Serie C2

#### Girone di andata
| Arbitro: | D'Orlando (Udine) |

|  |           |                                                             |
|  | Marcatori | 20’ Ferradini 22’ (aut.) Rossi 76’ Di Prospero 88’ Renzetti |

| Arbitro: | Sguizzato (Verona) |

|                               |           |  |
| Turella 44’, 46’ Renzetti 65’ | Marcatori |  |

| San Giovanni Valdarno 15 ottobre 1978, ore 15:00 UTC+1 3ª giornata | Sangiovannese    | 2 – 0 | Montecatini | Stadio Comunale\| Arbitro: \| Galbiati (Monza) \| |
| Arbitro:                                                           | Galbiati (Monza) |       |             |                                                   |

| Arbitro: | Scevola (Milano) |

|             |           |  |
| Di Prospero | Marcatori |  |

| Massa 29 ottobre 1978, ore 14:30 UTC+1 5ª giornata | Massese        | 0 – 0 | Montecatini | Stadio degli Oliveti\| Arbitro: \| Mele (Bergamo) \| |
| Arbitro:                                           | Mele (Bergamo) |       |             |                                                      |

| Montecatini Terme 5 novembre 1978, ore 14:30 UTC+1 6ª giornata | Montecatini                 | 0 – 1 | ALMAS | Stadio Comunale\| Arbitro: \| Pellicanò (Reggio Calabria) \| |
| Arbitro:                                                       | Pellicanò (Reggio Calabria) |       |       |                                                              |

| Arbitro: | Marascia (Roma) |

|  |           |         |
|  | Marcatori | Turella |

| Montecatini Terme 19 novembre 1978, ore 14:30 UTC+1 8ª giornata | Montecatini          | 0 – 0 | Derthona | Stadio Comunale\| Arbitro: \| Valente (Monfalcone) \| |
| Arbitro:                                                        | Valente (Monfalcone) |       |          |                                                       |

| Civitavecchia gennaio 1979 9ª giornata | Civitavecchia      | 1 – 0 | Montecatini | Stadio Comunale\| Arbitro: \| Armienti (Bologna) \| |
| Arbitro:                               | Armienti (Bologna) |       |             |                                                     |

| Montecatini Terme 3 dicembre 1978, ore 14:30 UTC+1 10ª giornata | Montecatini        | 0 – 0 | Sanremese | Stadio Comunale\| Arbitro: \| Baldini (Piacenza) \| |
| Arbitro:                                                        | Baldini (Piacenza) |       |           |                                                     |

| Montecatini Terme 10 dicembre 1978, ore 14:30 UTC+1 11ª giornata | Montecatini    | 0 – 1 | Cerretese | Stadio Comunale\| Arbitro: \| Rainone (Nola) \| |
| Arbitro:                                                         | Rainone (Nola) |       |           |                                                 |

| Montevarchi 17 dicembre 1978, ore 14:30 UTC+1 12ª giornata | Montevarchi       | 1 – 2 | Montecatini | Stadio Gastone Brilli Peri\| Arbitro: \| Lussana (Bergamo) \| |
| Arbitro:                                                   | Lussana (Bergamo) |       |             |                                                               |

| Montecatini Terme 30 dicembre 1978, ore 14:30 UTC+1 13ª giornata | Montecatini       | 1 – 0 | Carrarese | Stadio Comunale\| Arbitro: \| Piemonte (Milano) \| |
| Arbitro:                                                         | Piemonte (Milano) |       |           |                                                    |

| Olbia 7 gennaio 1979, ore 14:30 UTC+1 14ª giornata | Olbia          | 1 – 0 | Montecatini | Stadio Bruno Nespoli\| Arbitro: \| Zeoli (Napoli) \| |
| Arbitro:                                           | Zeoli (Napoli) |       |             |                                                      |

| Grosseto 14 gennaio 1979, ore 14:30 UTC+1 15ª giornata | Grosseto             | 1 – 3 | Montecatini | Stadio Comunale\| Arbitro: \| Di Sabatino (Teramo) \| |
| Arbitro:                                               | Di Sabatino (Teramo) |       |             |                                                       |

| Montecatini Terme 21 gennaio 1979, ore 14:30 UTC+1 16ª giornata | Montecatini       | 2 – 1 | Viareggio | Stadio Comunale\| Arbitro: \| Paradisi (Pesaro) \| |
| Arbitro:                                                        | Paradisi (Pesaro) |       |           |                                                    |

| Arbitro: | Da Pozzo (Monza) |

|             |           |  |
| Sobrero 62’ | Marcatori |  |

#### Girone di ritorno
| Arbitro: | Guardini (Verona) |

|                 |           |           |
| Di Prospero 52’ | Marcatori | 11’ Prati |

| Arbitro: | Piemonte (Milano) |

|                 |           |                               |
| Quagliaroli 81’ | Marcatori | 19’ Di Prospero 74’ Ferradini |

| Montecatini Terme 18 febbraio 1979, ore 15:00 UTC+1 20ª giornata | Montecatini        | 2 – 2 | Sangiovannese | Stadio Comunale\| Arbitro: \| Sguizzato (Verona) \| |
| Arbitro:                                                         | Sguizzato (Verona) |       |               |                                                     |

| Siena 25 febbraio 1979, ore 15:00 UTC+1 21ª giornata | Siena           | 1 – 1 | Montecatini | Stadio Rastrello\| Arbitro: \| Falsetti (Roma) \| |
| Arbitro:                                             | Falsetti (Roma) |       |             |                                                   |

| Montecatini Terme 4 marzo 1979, ore 15:00 UTC+1 22ª giornata | Montecatini | 1 – 0 | Massese | Stadio Comunale |

| Roma 10 marzo 1979, ore 15:00 UTC+1 23ª giornata | ALMAS | 1 – 0 | Montecatini | Stadio S. Anna |

| Montecatini Terme 25 marzo 1979, ore 15:00 UTC+1 24ª giornata | Montecatini        | 2 – 1 | Prato | Stadio Comunale\| Arbitro: \| De Marchi (Novara) \| |
| Arbitro:                                                      | De Marchi (Novara) |       |       |                                                     |

| Tortona 1º aprile 1979, ore 15:30 UTC+1 25ª giornata | Derthona          | 0 – 0 | Montecatini | Stadio Fausto Coppi\| Arbitro: \| Laudato (Taranto) \| |
| Arbitro:                                             | Laudato (Taranto) |       |             |                                                        |

| Montecatini Terme 8 aprile 1979, ore 15:30 UTC+1 26ª giornata | Montecatini     | 1 – 1 | Civitavecchia | Stadio Comunale\| Arbitro: \| Facchin (Udine) \| |
| Arbitro:                                                      | Facchin (Udine) |       |               |                                                  |

| Arbitro: | Filippi (Pavia) |

|                       |           |             |
| Adriano 86’ Vella 89’ | Marcatori | 6’ Ramagini |

| Cerreto Guidi 29 aprile 1979, ore 15:30 UTC+1 28ª giornata | Cerretese | 3 – 2 | Montecatini | Stadio Stabbia |

| Montecatini Terme 6 maggio 1979, ore 16:00 UTC+1 29ª giornata | Montecatini     | 1 – 1 | Montevarchi | Stadio Comunale\| Arbitro: \| Falsetti (Roma) \| |
| Arbitro:                                                      | Falsetti (Roma) |       |             |                                                  |

| Carrara 13 maggio 1979, ore 16:00 UTC+1 30ª giornata | Carrarese            | 0 – 1 | Montecatini | Stadio dei Marmi\| Arbitro: \| Polacco (Conegliano) \| |
| Arbitro:                                             | Polacco (Conegliano) |       |             |                                                        |

| Montecatini Terme 20 maggio 1979, ore 16:00 UTC+1 31ª giornata | Montecatini   | 3 – 0 | Olbia | Stadio Comunale\| Arbitro: \| Meles (Lecco) \| |
| Arbitro:                                                       | Meles (Lecco) |       |       |                                                |

| Montecatini Terme 27 maggio 1979, ore 17:00 UTC+2 32ª giornata | Montecatini | 0 – 0 | Grosseto | Stadio Comunale |

| Viareggio 3 giugno 1979, ore 17:00 UTC+2 33ª giornata | Viareggio               | 0 – 2 | Montecatini | Stadio dei Pini\| Arbitro: \| Damiani (Ascoli Piceno) \| |
| Arbitro:                                              | Damiani (Ascoli Piceno) |       |             |                                                          |

| Arbitro: | Rinaldi (Caserta) |

|                 |           |                                          |
| Di Prospero 39’ | Marcatori | 50’ Sacco 55’, 80’ Mariani 70’ Ottonello |

## Statistiche

### Statistiche di squadra
| Competizione           | Punti | In casa | In casa | In casa | In casa | In casa | In casa | In trasferta | In trasferta | In trasferta | In trasferta | In trasferta | In trasferta | Totale | Totale | Totale | Totale | Totale | Totale | DR  |
| Competizione           | Punti | G       | V       | N       | P       | Gf      | Gs      | G            | V            | N            | P            | Gf           | Gs           | G      | V      | N      | P      | Gf     | Gs     | DR  |
| ---------------------- | ----- | ------- | ------- | ------- | ------- | ------- | ------- | ------------ | ------------ | ------------ | ------------ | ------------ | ------------ | ------ | ------ | ------ | ------ | ------ | ------ | --- |
| Serie C2 (Girone A)    | 38    | 17      | 7       | 7       | 3       | 19      | 13      | 17           | 7            | 3            | 7            | 19           | 15           | 34     | 14     | 10     | 10     | 38     | 28     | +10 |
| Coppa Italia Semiprof. |       | 3       | 1       | 2       | 0       | 3       | 1       | 3            | 1            | 1            | 1            | 2            | 3            | 6      | 2      | 3      | 1      | 5      | 4      | +1  |
| Totale                 |       | 20      | 8       | 9       | 3       | 22      | 14      | 20           | 8            | 4            | 8            | 21           | 18           | 40     | 16     | 13     | 11     | 43     | 32     | +11 |

### Andamento in campionato
| Giornata  | 1 | 2 | 3 | 4 | 5 | 6 | 7 | 8 | 9 | 10 | 11 | 12 | 13 | 14 | 15 | 16 | 17 | 18 | 19 | 20 | 21 | 22 | 23 | 24 | 25 | 26 | 27 | 28 | 29 | 30 | 31 | 32 | 33 | 34 |
| --------- | - | - | - | - | - | - | - | - | - | -- | -- | -- | -- | -- | -- | -- | -- | -- | -- | -- | -- | -- | -- | -- | -- | -- | -- | -- | -- | -- | -- | -- | -- | -- |
| Luogo     | T | C | T | C | T | C | T | C | T | C  | C  | T  | C  | T  | T  | C  | T  | C  | T  | C  | T  | C  | T  | C  | T  | C  | T  | T  | C  | T  | C  | C  | T  | C  |
| Risultato | V | V | P | V | N | P | V | N | P | N  | P  | V  | V  | P  | V  | V  | P  | N  | V  | N  | N  | V  | P  | V  | N  | N  | P  | P  | N  | V  | V  | N  | V  | P  |
| Posizione | 1 | 1 | 3 | 3 | 3 | 3 | 2 | 2 | 4 | 4  | 8  | 4  | 4  | 6  | 5  | 4  | 5  | 7  | 4  | 6  | 5  | 3  | 6  | 5  | 5  | 5  | 7  | 7  | 7  | 7  | 7  | 7  | 7  | 7  |

Legenda:

Luogo: C = Casa; T = Trasferta. Risultato: V = Vittoria; N = Pareggio; P = Sconfitta.